# Idunum
Idunum ist eine beim alexandrinischen Astronomen und Geographen Ptolemaios für Norikum genannte Siedlung (polis) westlich von Santicum (heute Villach) und nördlich von Iulium Carnicum.
Die exakte Lage von Idunum ist unbekannt, am wahrscheinlichsten ist jedoch, dass diese keltische Siedlung der Hallstattzeit sich entweder im Tal der Drau oder der Gail befunden hat. So fanden sich auf der Gurina in der Gemeinde Dellach im Gailtal Mauerreste, die sich in einer Höhe von bis zu 2,40 m erhalten haben; später errichteten auch die Römer an dieser Stelle einen befestigten Stützpunkt. Andere Indizien sprechen für einen Standort bei Irschen an der Drau.